# یورگن هون
یورگن هون (به آلمانی: Jürgen Heun) بازیکن فوتبال و مهاجم اهل آلمان شرقی بود که از سال ۱۹۸۰ میلادی عضو تیم ملی فوتبال آلمان شرقی بوده‌است. وی در ۱۷ بازی ملی حضور داشته و در بازی‌های ملی‌اش ۴ گل به ثمر رساند. یورگن هون آخرین بازی ملی خود را در سال ۱۹۸۵ میلادی انجام داد.